# ولایت خودمختار هاینان تبتی
ولایت خودمختار هاینان تبتی (به انگلیسی: Hainan Tibetan Autonomous Prefecture) یک ولایت خودمختار در چین است که در چینگهای واقع شده‌است.